# Hans Smital
Hans Smital (* 20. Dezember 1860 in Meedl, Mähren; † 1. Juli 1935 in Wien) war ein österreichischer Bürgerschuldirektor und Heimatforscher.

## Leben

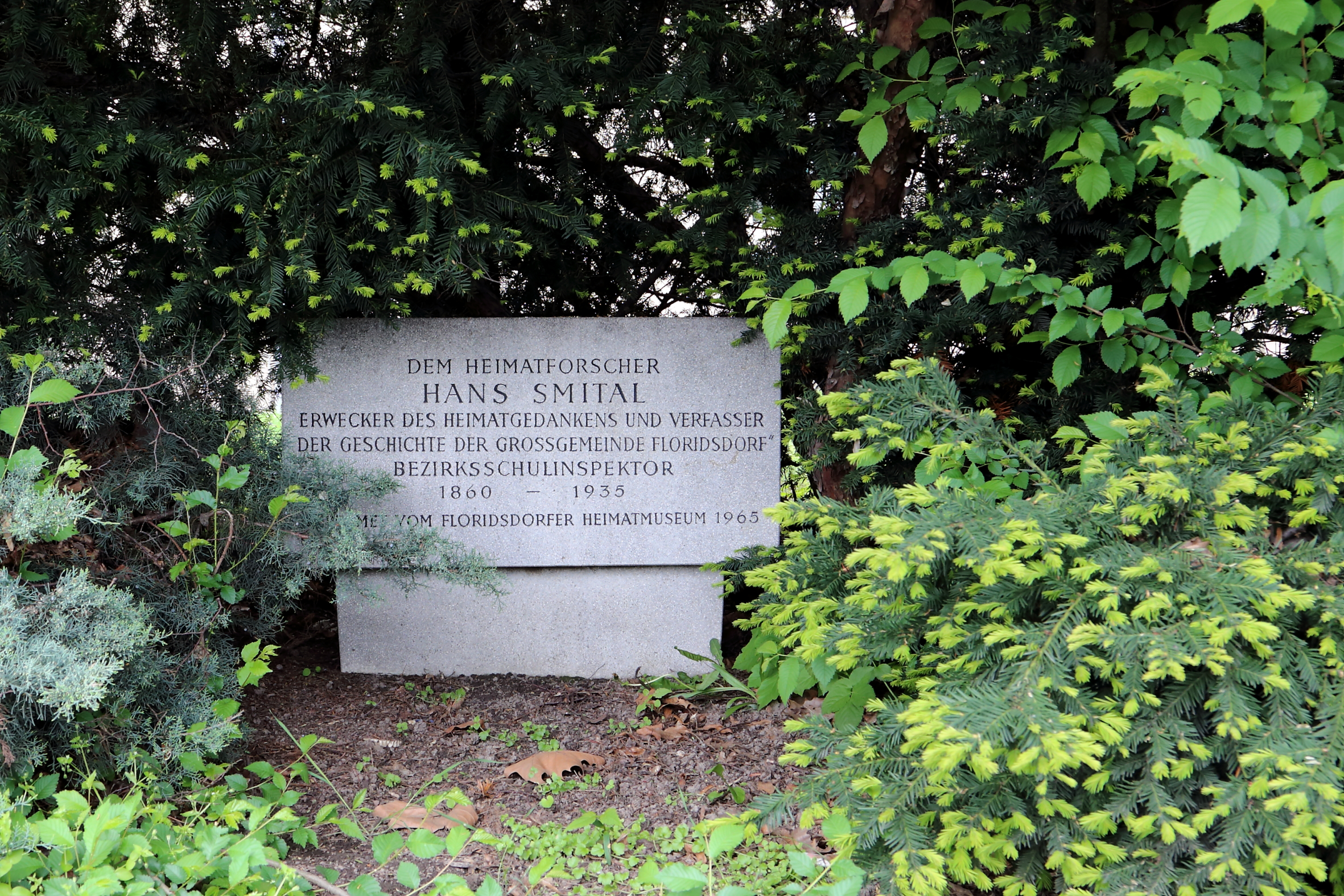
Hans Smital-Gedenkstein

1877–1881 besuchte Smital das Untergymnasium in Mährisch-Neustadt und die Lehrerbildungsanstalt in Krems. 1888 kam er als Bürgerschulleiter nach Floridsdorf und wurde dort 1902 Direktor der neuen „Jubiläumsbürgerschule“, deren Bau er initiiert hat.
Von 1912 bis 1915 war er Bezirksschulinspektor in Favoriten, und von 1915 bis 1919 im 21. Bezirk. Als Floridsdorfer Gemeinderat bemühte er sich um den Bau von Schulen, Horten und Spielplätzen.
Nach seiner Pensionierung im September 1919 regte Smital Hilfsaktionen an, begründete den Verein „Floridsdorfer Waisenrat“ und sorgte für die Verschickung unterernährter Schulkinder nach Ungarn.
Ab den 90er Jahren des 19. Jahrhunderts befasste sich Smital mit historischen und heimatkundlichen Arbeiten. Von 1896 bis 1903 verfasste er das Werk „Geschichte der Großgemeinde Floridsdorf, umfassend die Orte Floridsdorf, Jedlesee, Donaufeld und das Jedlersdorfer Fabriksgebiet“, das 1903 von der Gemeinde Floridsdorf herausgegeben wurde. 1926 arbeitete er am Heimatbuch „Der 21. Wiener Gemeindebezirk“ mit.
Er regte die Errichtung des O’Brien-Denkmals an und war Mitbegründer des Floridsdorfer Heimatmuseums.
Er ist am Stammersdorfer Zentralfriedhof in Wien begraben (Gruppe 13, Reihe 3, Nummer 7).

## Ehrungen und Gedenken
Smital wurde das Goldene Verdienstkreuz mit der Krone verliehen.
Die Gartenanlage rund um das Floridsdorfer Bezirksmuseum wurde im November 1966 nach Hans Smital benannt. Vor dem Museum wurde bereits 1965 ein Gedenkstein zu seinen Ehren aufgestellt.
Von Oktober 1956 bis November 1966 hieß die heutige Weilandgasse in Floridsdorf (KG Stammersdorf) Smitalgasse.